# غش الهيبارين الصيني 2008
غش الهيبارين الصيني 2008 يشير إلى حوادث غش الهيبارين التي حدثت في الولايات المتحدة الأمريكية في عام 2008. تعاقدت شركة باكستر الدولية للأدوية من الباطن على إنشاء مواد كيميائية سليفة للهيبارين إلى شركة معامل البروتين العلمية، وهي شركة أمريكية لها مرافق إنتاج تقع في الصين. استخدمت مختبرات البروتين العلمية بعد ذلك السلائف المزيفة لإنشاء المواد الكيميائية المطلوبة. ثم باع باكستر هذا الهيبارين المغشوش في الولايات المتحدة، مما أسفر عن مقتل 81 شخصًا وإصابة 785 بجروح خطيرة. جذب هذا انتباه وسائل الإعلام وإدارة الغذاء والدواء الأمريكية مما أدى إلى العديد من الدعاوى القضائية الجارية.

## الملخص
تمت معالجة المادة الخام لدُفعات الهيبارين التي تم استرجاعها في الصين من أمعاء الخنازير بواسطة شركة الأدوية الأمريكية معامل البروتين العلمية. نُقل عن إدارة الغذاء والدواء الأمريكية قولها إنه يُعتقد أن 81 حالة وفاة على الأقل مرتبطة بمكون الهيبارين الخام المستورد من جمهورية الصين الشعبية، وأنهم تلقوا أيضًا 785 تقريرًا عن إصابات خطيرة مرتبطة باستخدام الدواء. ووفقًا لصحيفة نيويورك تايمز فإن «مشاكل الهيبارين التي تم الإبلاغ عنها للوكالة تشمل صعوبة التنفس والغثيان والقيء والتعرق المفرط والانخفاض السريع في ضغط الدم الذي أدى في بعض الحالات إلى صدمة تهدد الحياة».
في مارس 2008 بسبب تلوث مخزون الهيبارين الخام المستورد من البر الرئيسي للصين، أعلنت إدارة الغذاء والدواء الأمريكية عن عمليات سحب كبيرة للهيبارين، وهي مادة تستخدم على نطاق واسع كمضاد للتخثر عن طريق الحقن.
عند التحقيق في هذه الأحداث الضائرة من قبل إدارة الغذاء والدواء والمؤسسات الأكاديمية وشركات الأدوية المعنية، تم تحديد الملوث على أنه مشتق «مفرط الكبريتات» من كبريتات شوندروتن، وهي مادة وثيقة الصلة يتم الحصول عليها من الثدييات أو غضروف السمك وغالبًا ما تستخدم باعتبارها علاج التهاب المفاصل. نظرًا لأن شوندروتن المفرط في الكبريت ليس جزيء طبيعي، ويكلف جزءًا بسيطًا من مادة بدء الهيبارين الحقيقية، ويحاكي الخصائص المختبرية للهيبارين، فمن شبه المؤكد أن التزييف كان مقصودًا على عكس السقوط العرضي في التصنيع. تم العثور على دفعات الهيبارين الخام قد تم قطعها من 2 إلى 60٪ باستخدام كوندرويتين، ويعزى الدافع وراء الغش إلى مزيج من التوفير في التكلفة ونقص الخنازير المناسبة في البر الرئيسي للصين.
عندما أجرت إدارة الغذاء والدواء الأمريكية فحصًا لمورِّد الهيبارين الصيني التابع لشركة باكستر، وجدت عيوبًا خطيرة في المنشأة والتي وصفتها إدارة الغذاء والدواء في خطاب تحذير.
ذكرت رسالة التحذير أن الشركة فشلت في مراقبة التغييرات في ملف تعريف الشوائب للمواد الخام النشطة للهيبارين الواردة، للتحقيق بشكل مناسب في النتائج غير المطابقة للمواصفات، لتوثيق خطوات المعالجة الفعلية في سجلات الدُفعات، للتحقق من صحة جميع الخطوات الحاسمة في العملية، لتأهيل جميع الموردين واستخدام طرق صالحة لاختبار المنتجات.
صرحت إدارة الغذاء والدواء الأمريكية بأنها لا تملك الأموال ولا تتحمل مسؤولية الفحص المنتظم للمعالجات الأولية في الخارج للمكونات الصيدلانية الفعالة الجاهزة مثل الهيبارين. ومع ذلك وفقًا للمبدأ التوجيهي المنسق دوليًا ICH Q7، يتحمل مصنعو API المسؤولية الكاملة عن تأهيل مورديهم من خلال عمليات التدقيق والاختبار والاتصالات المنتظمة في الموقع.